# Albaniana
Albaniana of Albanianae, het hedendaagse Alphen aan den Rijn, was een nederzetting bekend uit de Romeinse tijd in de provincie Neder-Germanië (Germania Inferior). Albaniana bestond uit een Romeins grensfort (castra of castellum in het Latijn) aan de zuidoever van rivier de Rijn die de noordgrens van het Romeinse Rijk vormde, de zogenaamde limes (Latijn voor "grens") en verder landinwaarts een burgernederzetting (canabae of vicus).
Albaniana staat vermeld op de Peutingerkaart (Tabula Peutingeriana) uit de 3e of 4e eeuw, tussen Nigrum Pullum (Zwammerdam) en Matilo (Leiden-Roomburg) en wordt vermeld in de reisgids van Antoninus (Itinerarium Antonini) uit de 3e eeuw.

## Castellum Albaniana
Het fort Albaniana moet zijn gesticht onder keizer Caligula, na zijn staatsvisite in het jaar 40/41 en was in gebruik tot 270. Castrum Albaniana was onderdeel van een reeks strategische gebouwde militaire posten, waaronder Praetorium Agrippinae (Valkenburg) en Flevum (Velsen) stroomafwaarts in het westen en Nigrum Pullum (Zwammerdam) en Fectio (Vechten) in het oosten. Het fort mat 80 bij 120 meter en werd beschermd door een omgrachte aarden wal met palissadewanden, houten poorten en hoektorens.
Tijdens de Bataafse Opstand werd het fort verwoest door de Cananefaten onder leiding van Brinno, met hulp van de Frisii en de Chauken. Nadat de opstand was neergeslagen werd het fort herbouwd. Tijdens de Flavische dynastie was hier het cohors VI Breucorum gestationeerd. Rond het jaar 94 werden kadewerken aangelegd aan de Oude Rijn, destijds de hoofdtak van de Rijn, die bij Lugdunum Batavorum (Katwijk) in de Noordzee uitmondde. In Alphen aan den Rijn zijn bij opgravingen in 2001–2002 stempels van de Classis Germanica, de Romeinse militaire vloot aan de Rijngrens, teruggevonden. Rond 160 werd de palissadewal vervangen door een stenen muur. Na beschadiging van de muur rond 200 werd deze herbouwd. Op de nieuwe poort stond een inscriptie ter ere van keizer Septimius Severus, waaruit bleek dat hij opdracht heeft gegeven tot de herbouw. Vermoedelijk maakte hij op dat moment een inspectiereis langs de limes. Er werden toen ook andere forten herbouwd of hersteld. Onder druk van de Germaanse invallen verlieten de Romeinen het fort rond 270.

## Opgravingen
Al eeuwen bestaat het vermoeden dat in Alphen een Romeinse legerplaats heeft bestaan. Oudaan meldt in zijn werk "Roomsche mogendheid" dat bij het omspitten van de burg Romeinse gedenkpenningen zijn gevonden. In het Rijksmuseum van Oudheden in Leiden zijn werpballen uit aardewerk aanwezig, gevonden in Alphen, Aarlanderveen, Zwammerdam en Hazerswoude. In 1920 stuit men bij graafwerkzaamheden voor de bouw van de nieuwe Nederlands Hervormde Kerk in het centrum van Alphen in de kleilaag op een rij ruwe houten palen die niet aan de vorige kerken konden worden toegeschreven. Na een bezichtiging van de bouwput stelt de directeur van het Rijksmuseum van Oudheden en archeoloog Dr. Holwerda vast: "Dan is het toch een feit dat de Romeinen hier hebben vertoefd". Hij ontdekte Romeinse voorwerpen en sleuven rode aarde, die op leemhutten duiden.
In verschillende periodes, als zich een gelegenheid voordeed, vonden kleinere archeologische opgravingen plaats: in 1950-1953 onder leiding van A. van Giffen; in 1959-1978 onder leiding van Jules Bogaers en meer systematisch van 1978 tot 1998 onder leiding van hoogleraar Jan Kees Haalebos, die de ligging van het castellum kon bepalen.

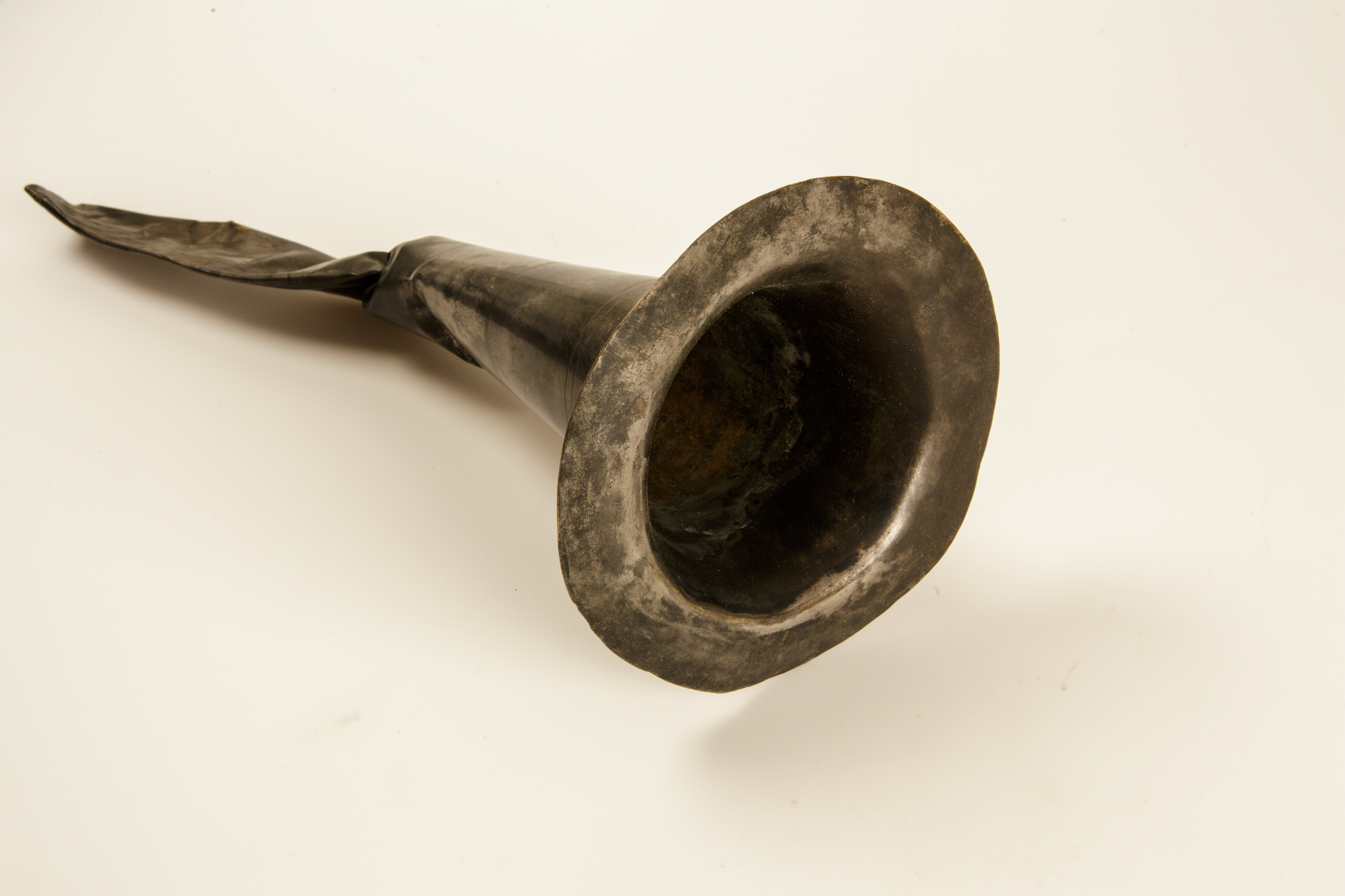
Vrijwel complete Romeinse signaalhoorn (cornu), vertind gehamerd brons

In 2001 werd begonnen met een uitgebreid archeologisch onderzoek in het centrum van Alphen, voordat met de bouw van een nieuw winkelcentrum werd begonnen. Bij opgravingen door de Radboud Universiteit, aangestuurd door M. Polak, in 2001 bijgestaan door T. Hazenberg, gefinancierd door gemeente, provincie, het rijk en de projectontwikkelaar, zijn duizenden grondsporen en tienduizenden, vaak kleine, objecten gevonden. Er werden resten van het fort, de erbij gelegen burgernederzetting en grafvelden ontdekt. Men vond de resten van twee langgerekte gebouwen die waarschijnlijk als opslagloods hebben gediend. Binnen het fort werden soldatenbarakken gevonden, met de originele houten vloeren. Aan het uiteinde van de barakken waren vertrekken die mogelijk als werkplaats (fabrica) of magazijn hebben gediend. Men vond haardplaatsen, straten, waterputten, grachten, wachttorens, een graanschuur en een badhuis. Aan de Rijn bestonden oeverwerken als rivierbeschoeiing en kades voor het aanleggen van boten.
Belangrijkste objecten zijn brokken van een kalkstenen plaat met inscriptie die tot een stenen hoofdpoort heeft behoord. Verder werden vele persoonlijke voorwerpen van de legionairs gevonden, onder andere een spiegel en schrijfgerei, en meer dan 700 Romeinse munten. Interessante vondsten waren ook de houten bouwdelen, waaronder een complete deur, naast ander organisch materiaal als etensresten en zaden. Deze vondsten maakten nauwkeurig onderzoek naar de Romeinse bouwtechnieken en eetgewoonten mogelijk. Langs de Rijn werd de houten beschoeiing gevonden, die rond 94 werd aangelegd. Aan de weg richting Nigrum Pullum, bij het huidige Goudse Rijpad, lag een wachtpost (statio). Een groot aantal vondsten uit Albaniana en Nigrum Pullum zijn in het bezit van het Rijksmuseum van Oudheden te Leiden.
In het Archeon, een themapark in het zuiden van Alphen aan den Rijn, is een compleet Romeins stadje nagebouwd met een badhuis, een tempel, een forum en een replica van een van de opgegraven Romeinse schepen uit Nigrum Pullum (Zwammerdam).

## Enige vondsten

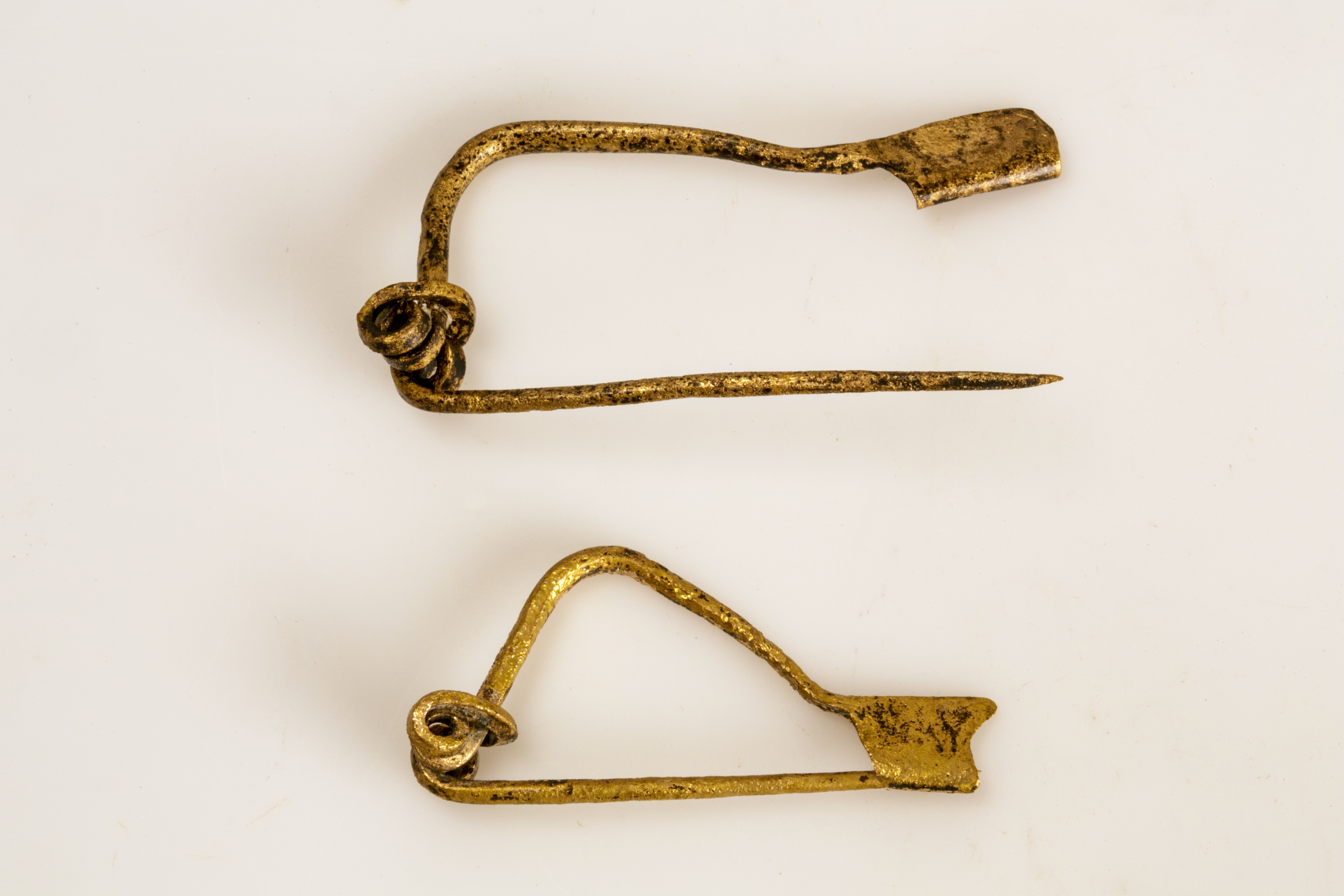
Fibula (sluitspelden), opgegraven op de plek van het castellum
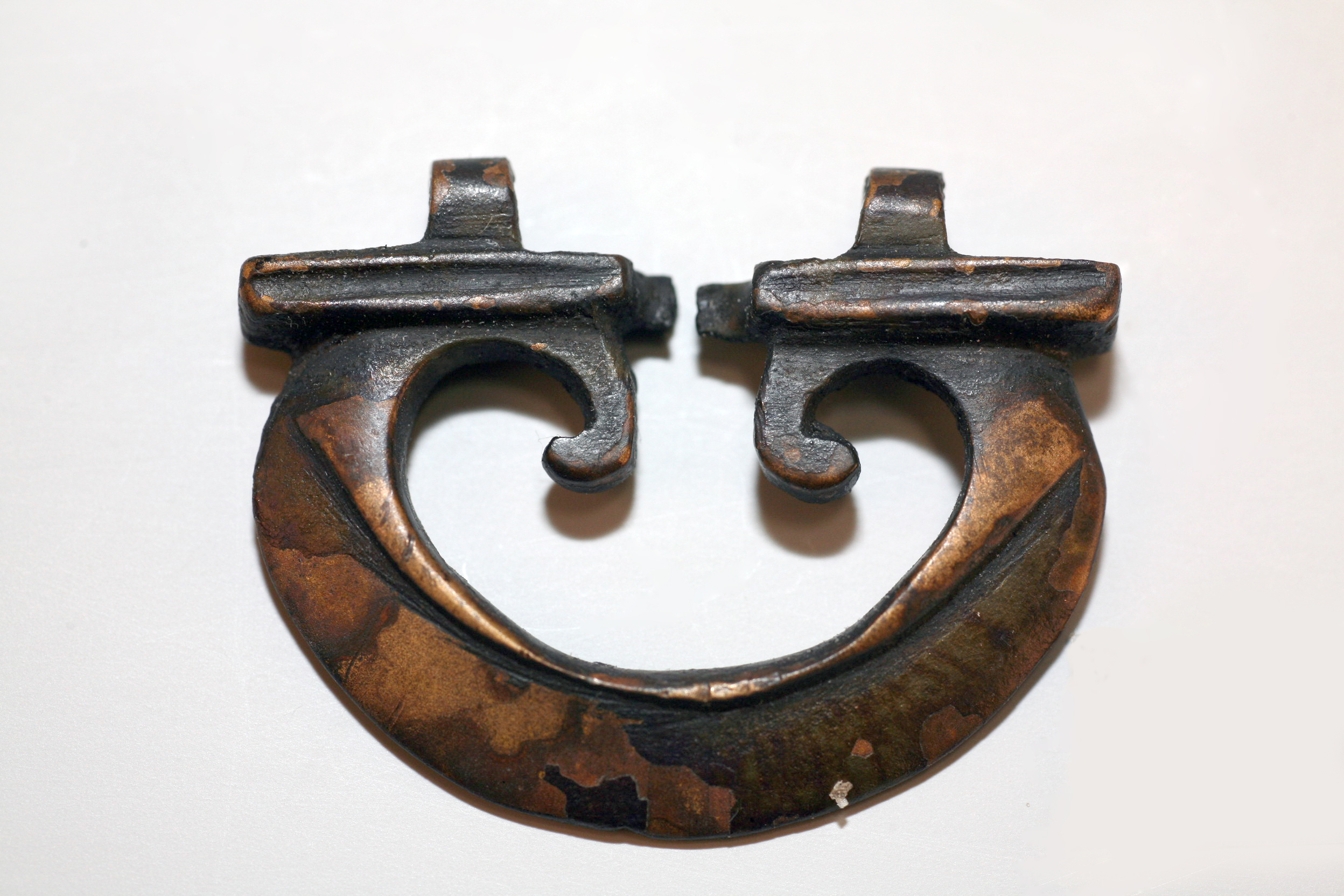
Bronzen gesp in de vorm van een halve maan
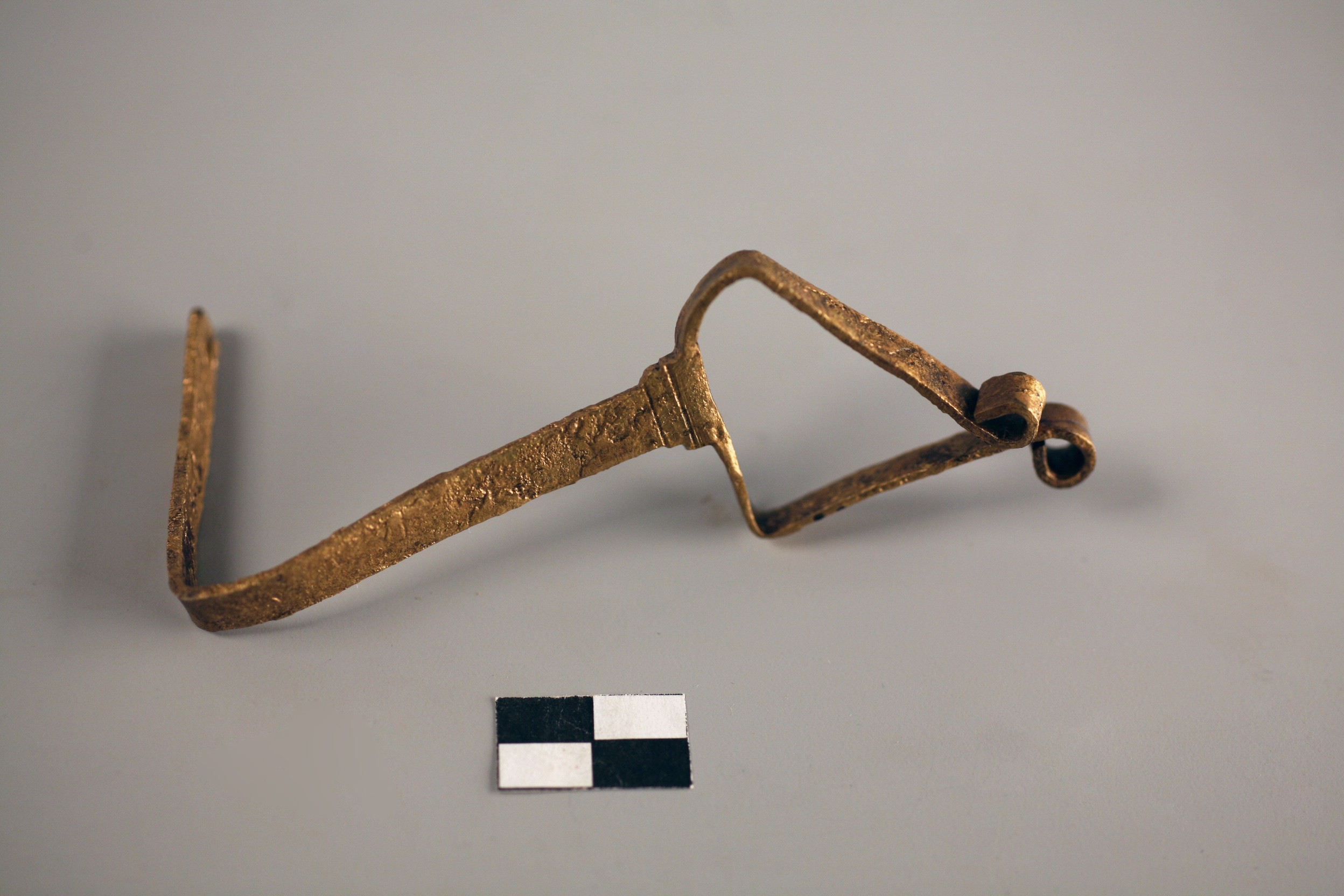
Bronzen helmboshouder, deel van een Romeinse helm
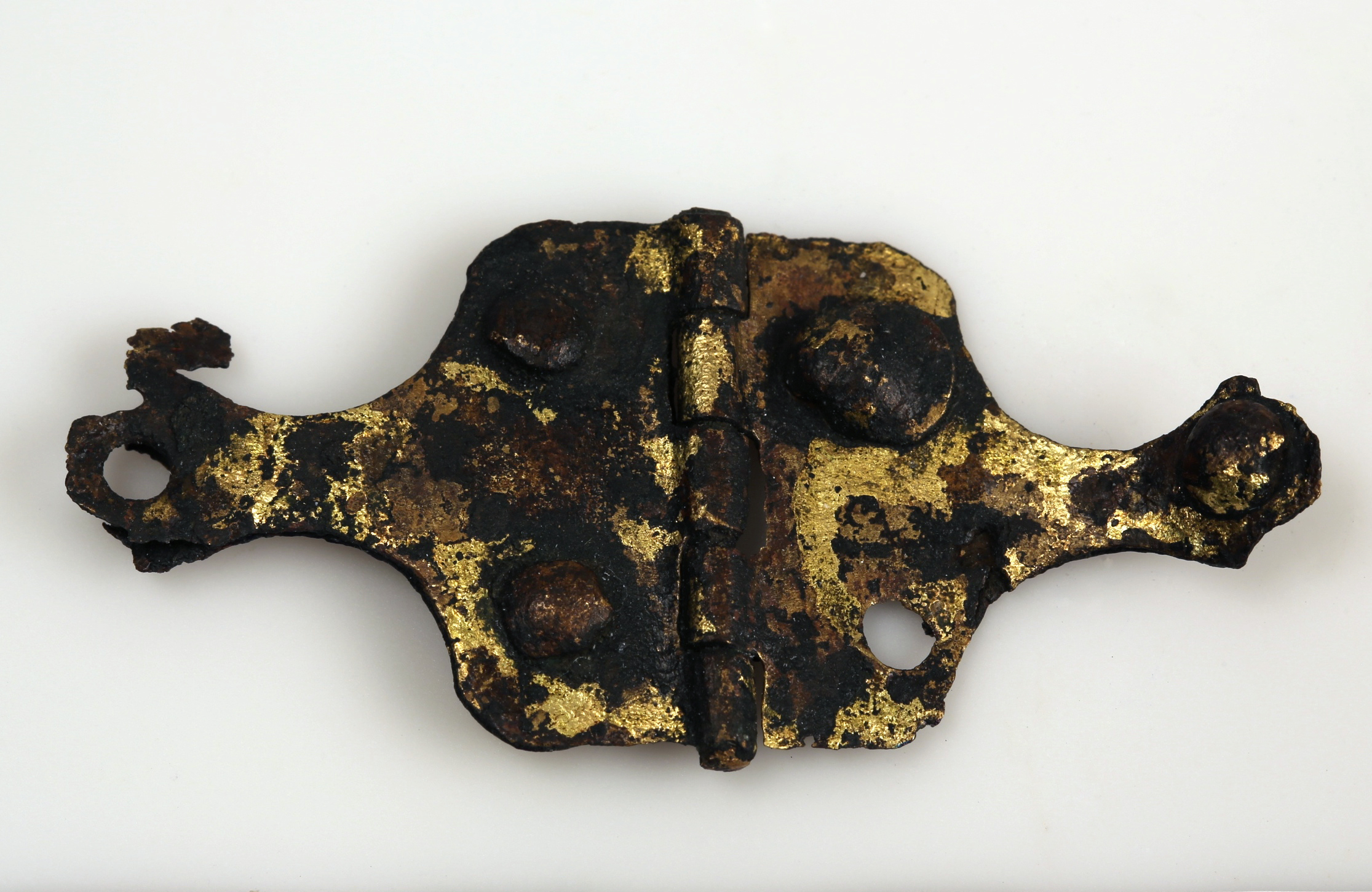
Pantsergesp
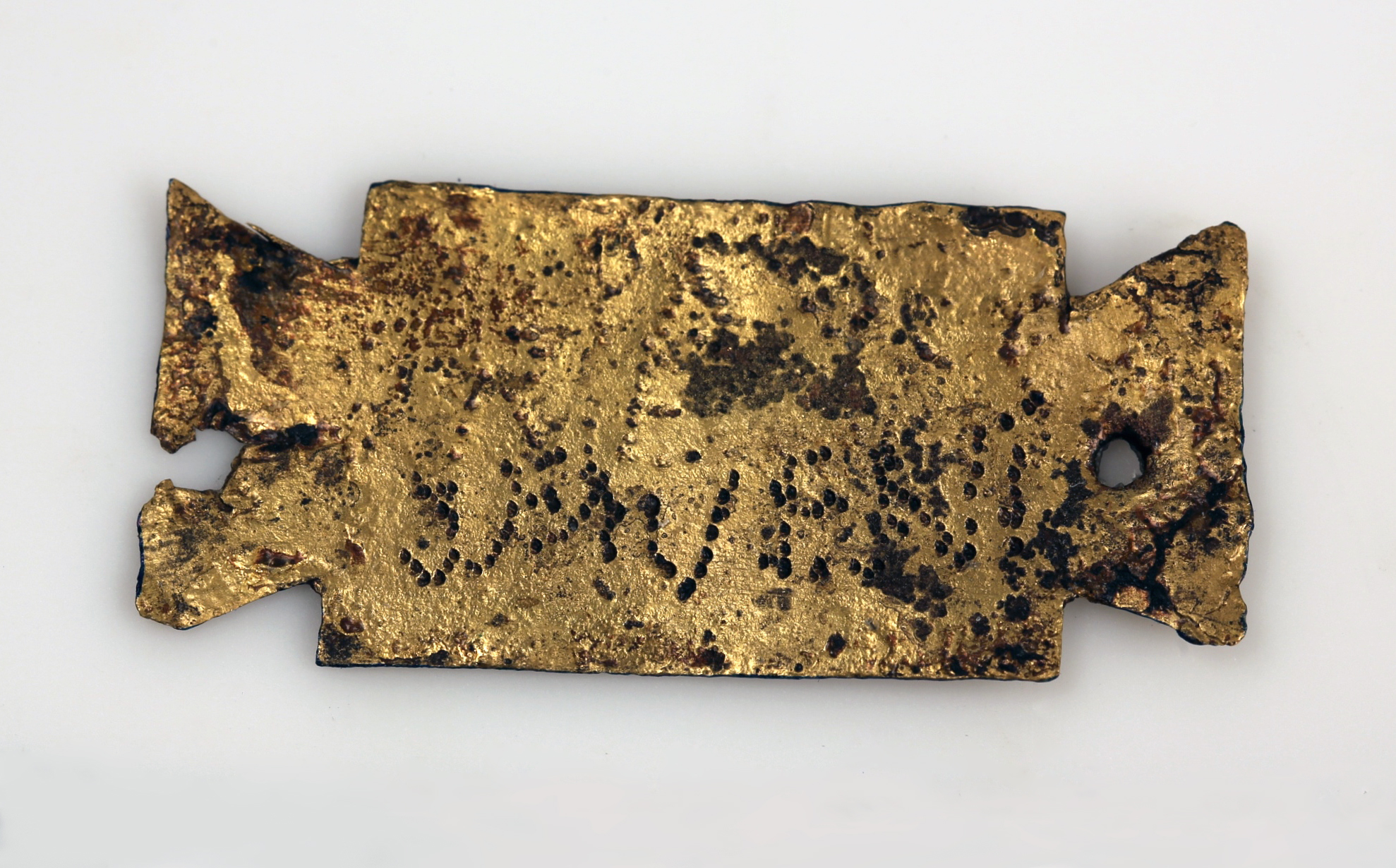
Naamplaatje van brons, mogelijk met naam centurio: L. Patrici Sabini
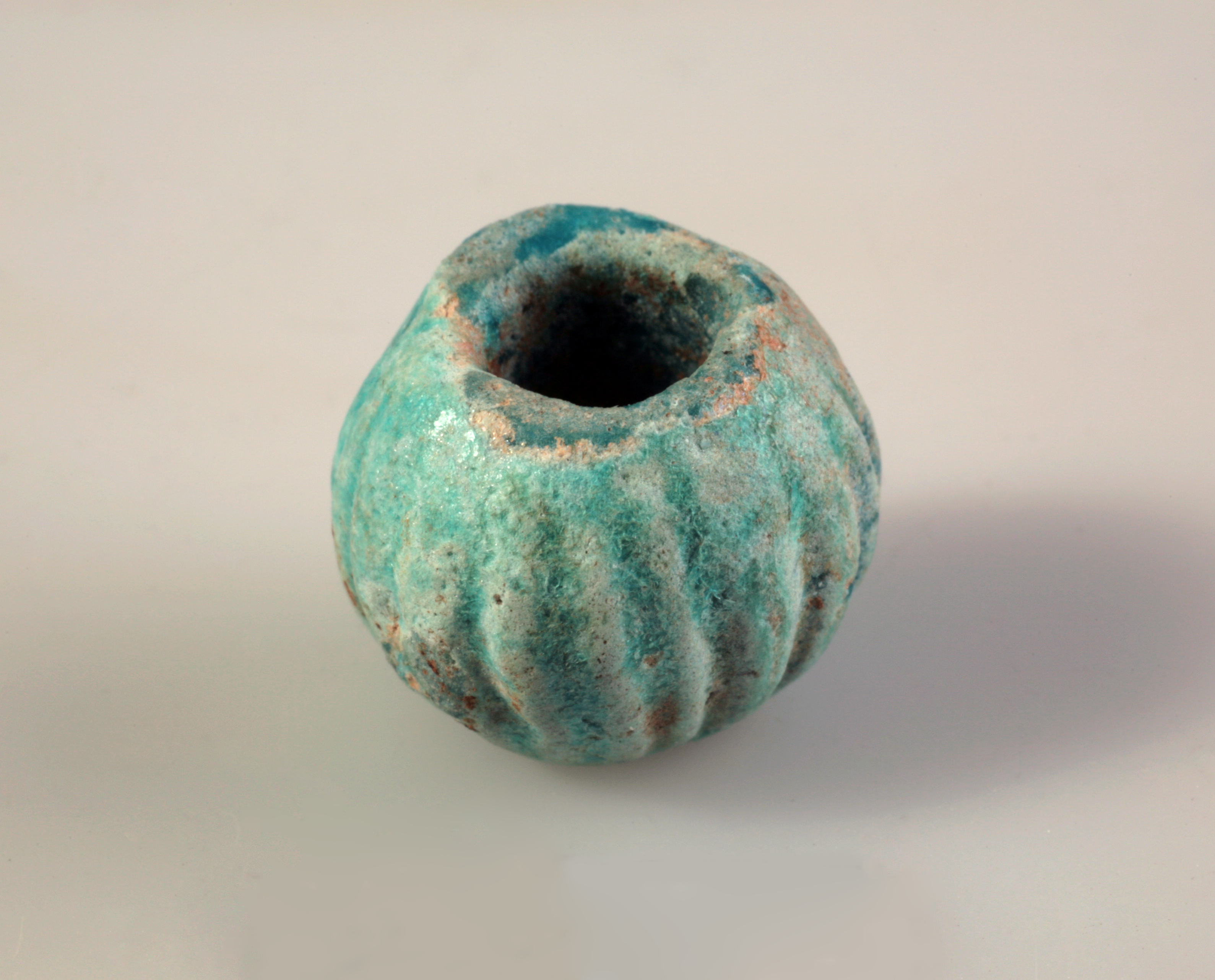
Meloenkraal
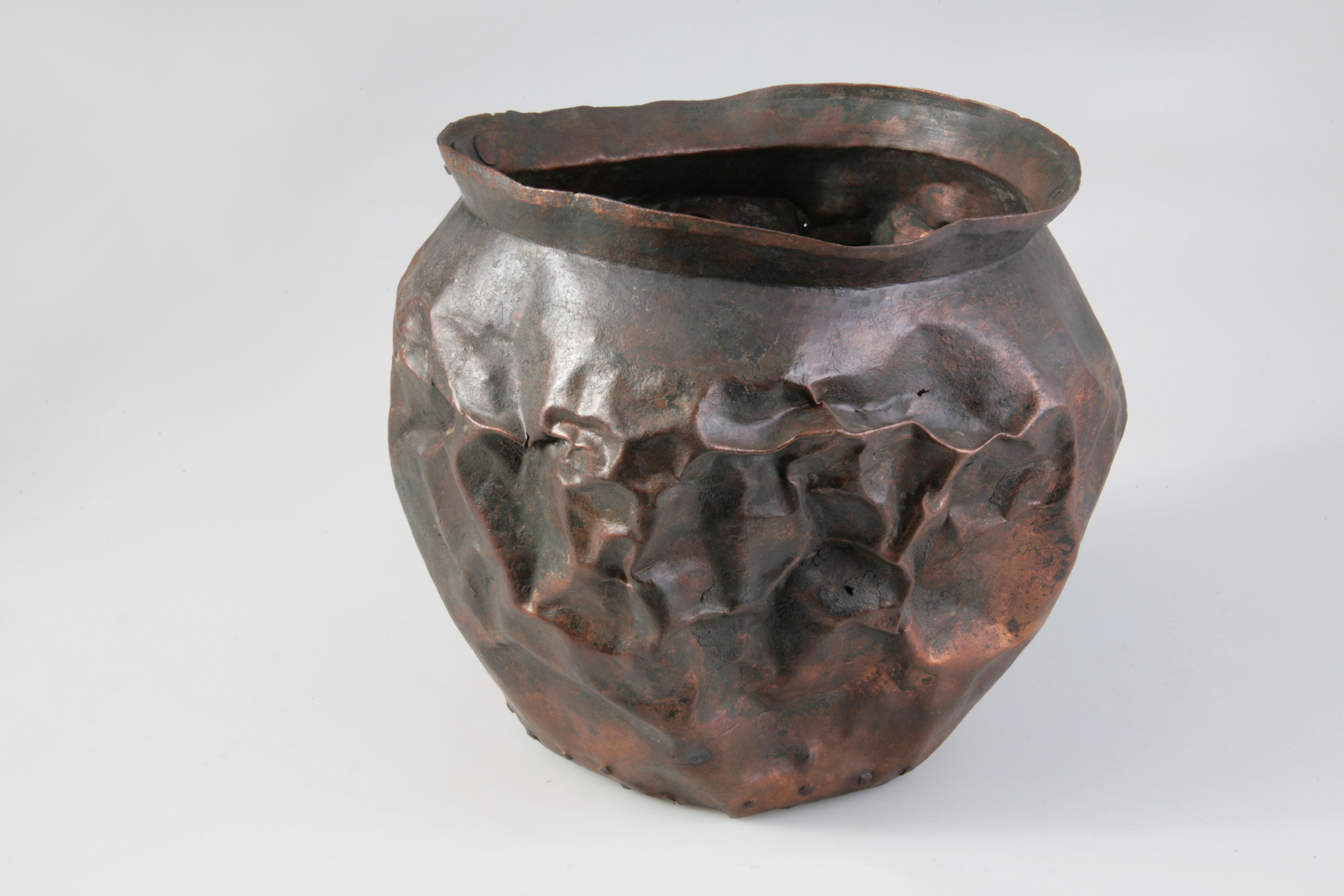
Bronzen kookketel, diverse malen gelapt
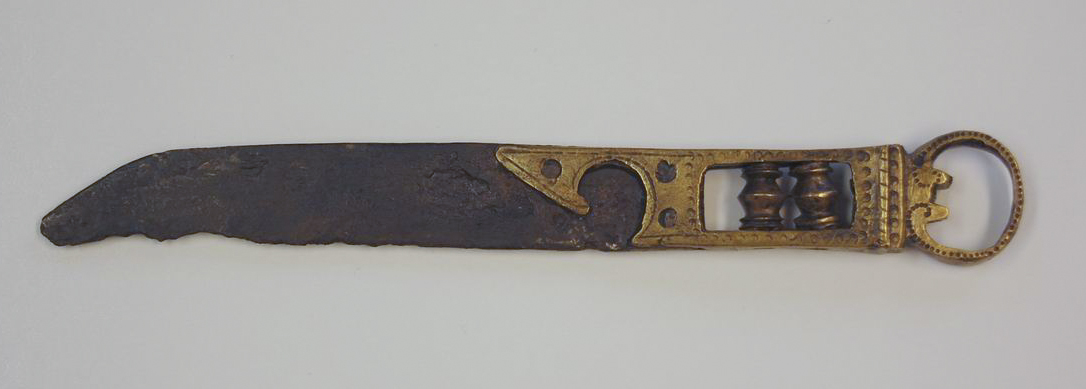
IJzeren fruitmesje
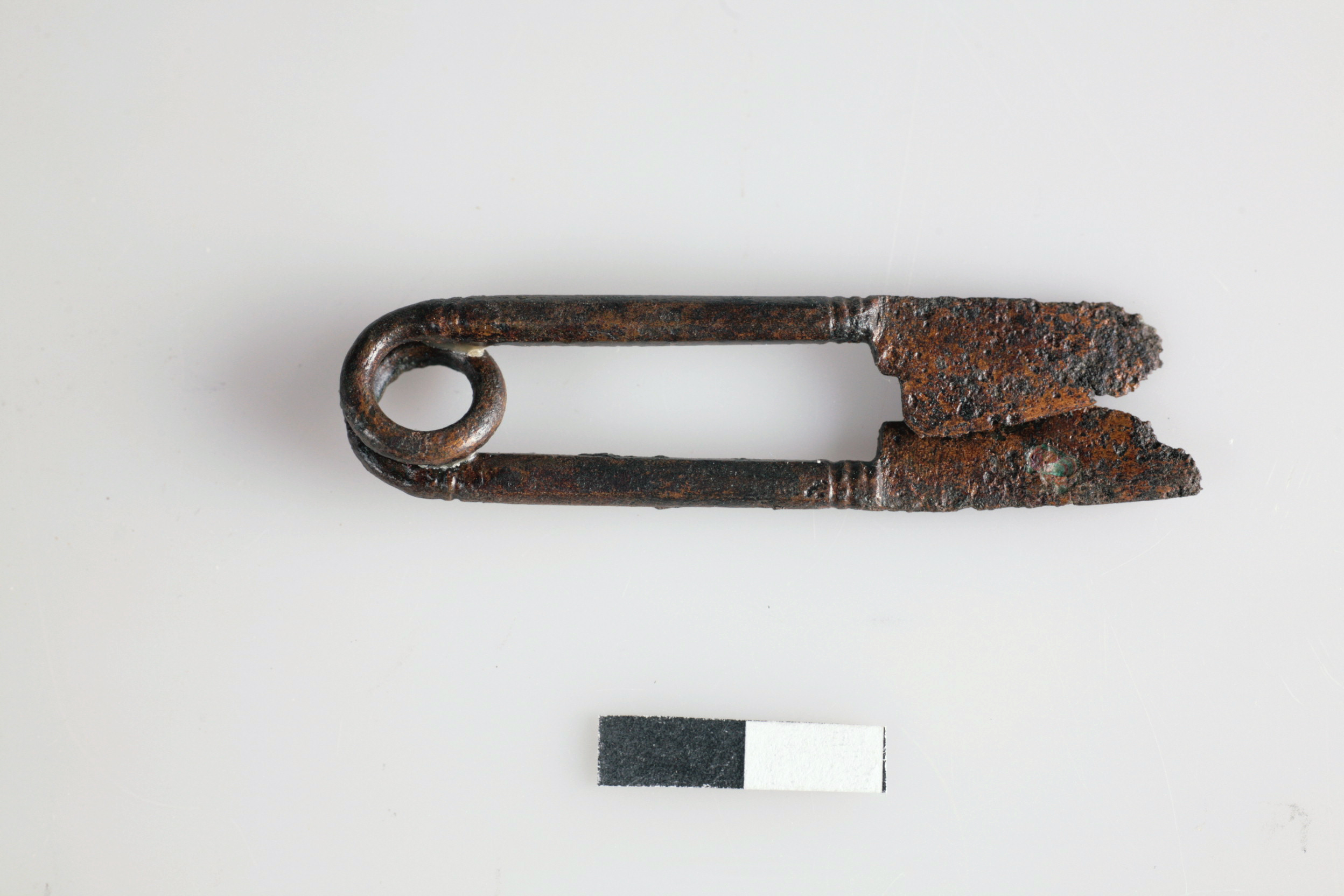
Knijpschaar
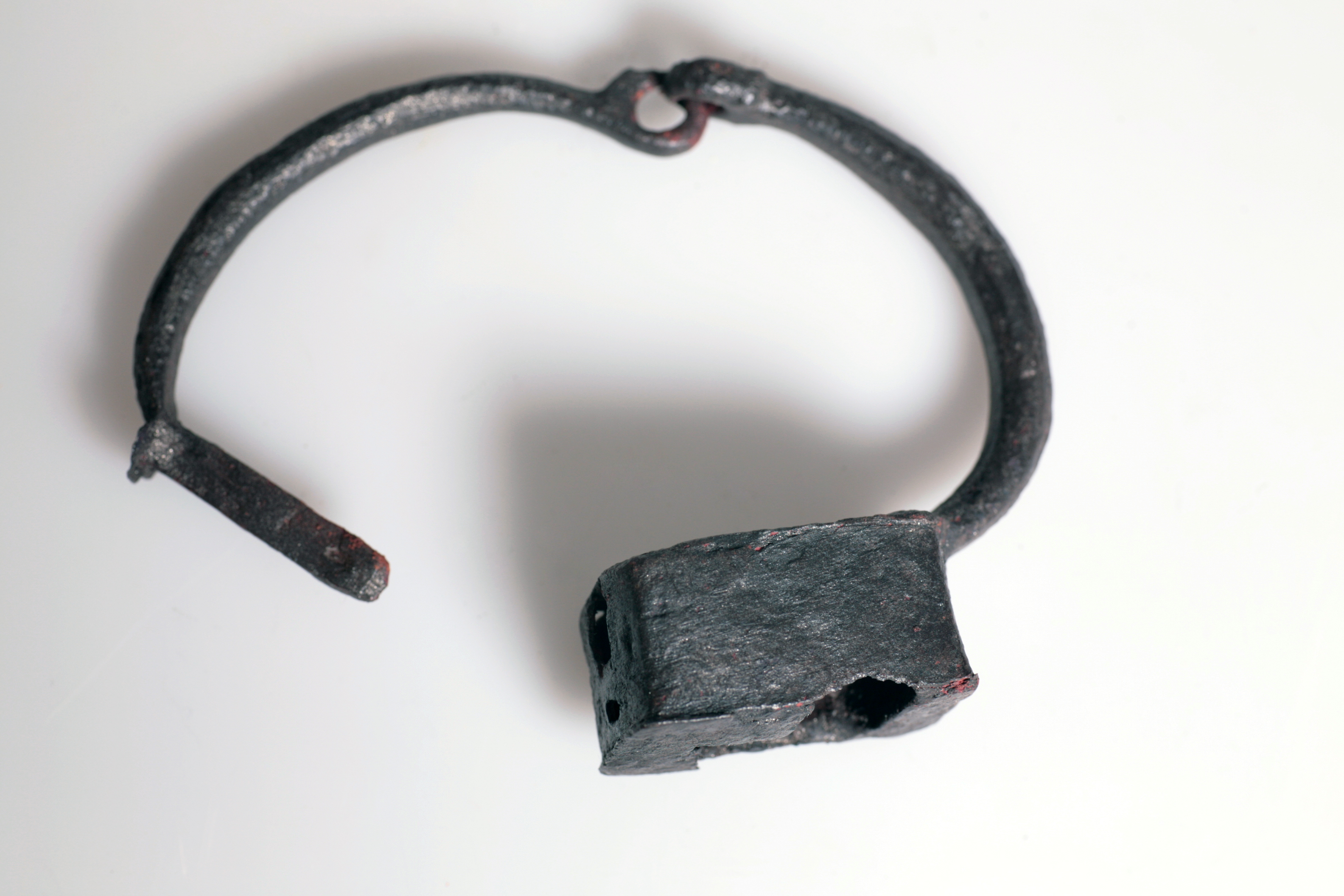
Handboei met slot
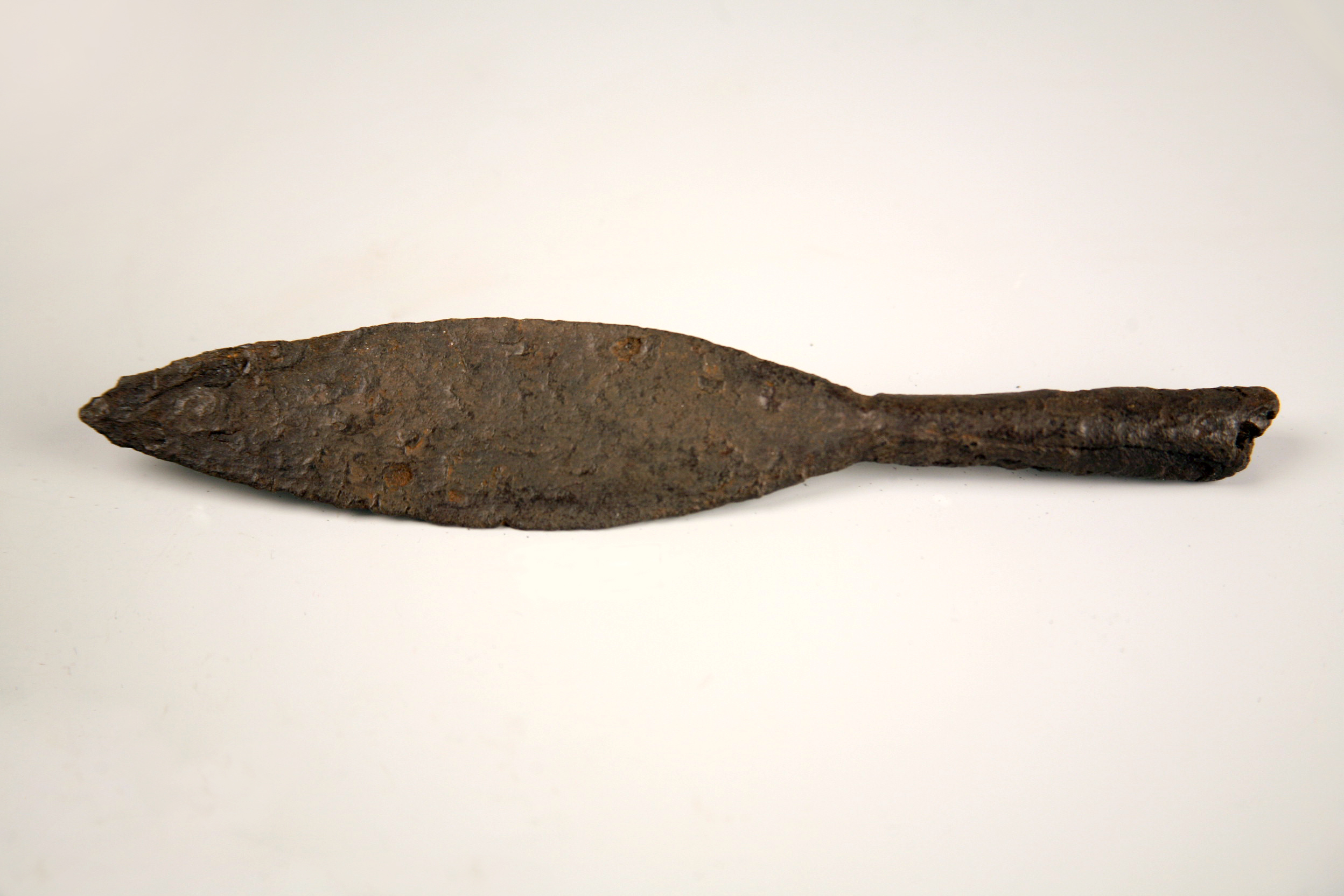
IJzeren lanspunt met fragment van houten schacht
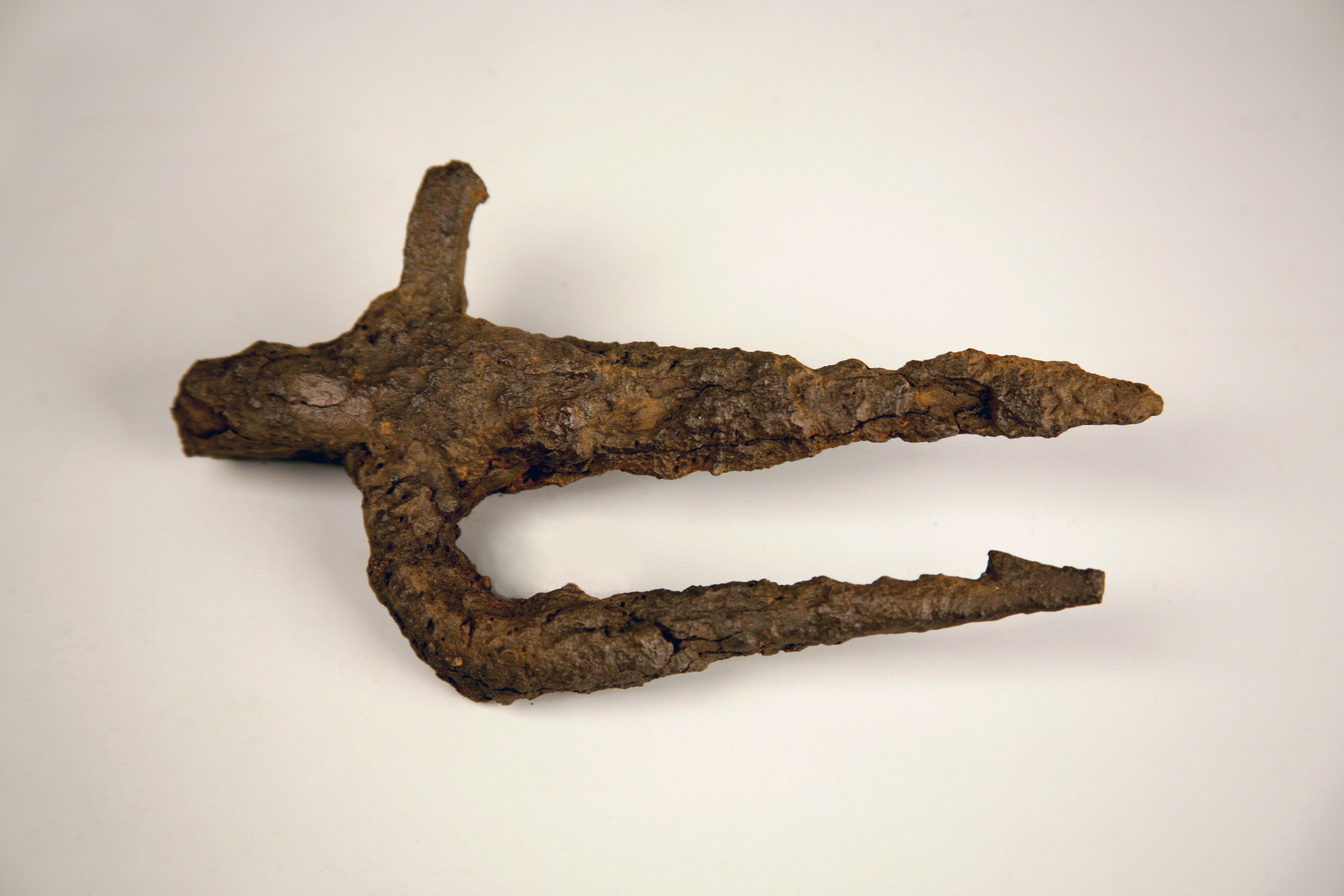
IJzeren drietand of Neptunusvork
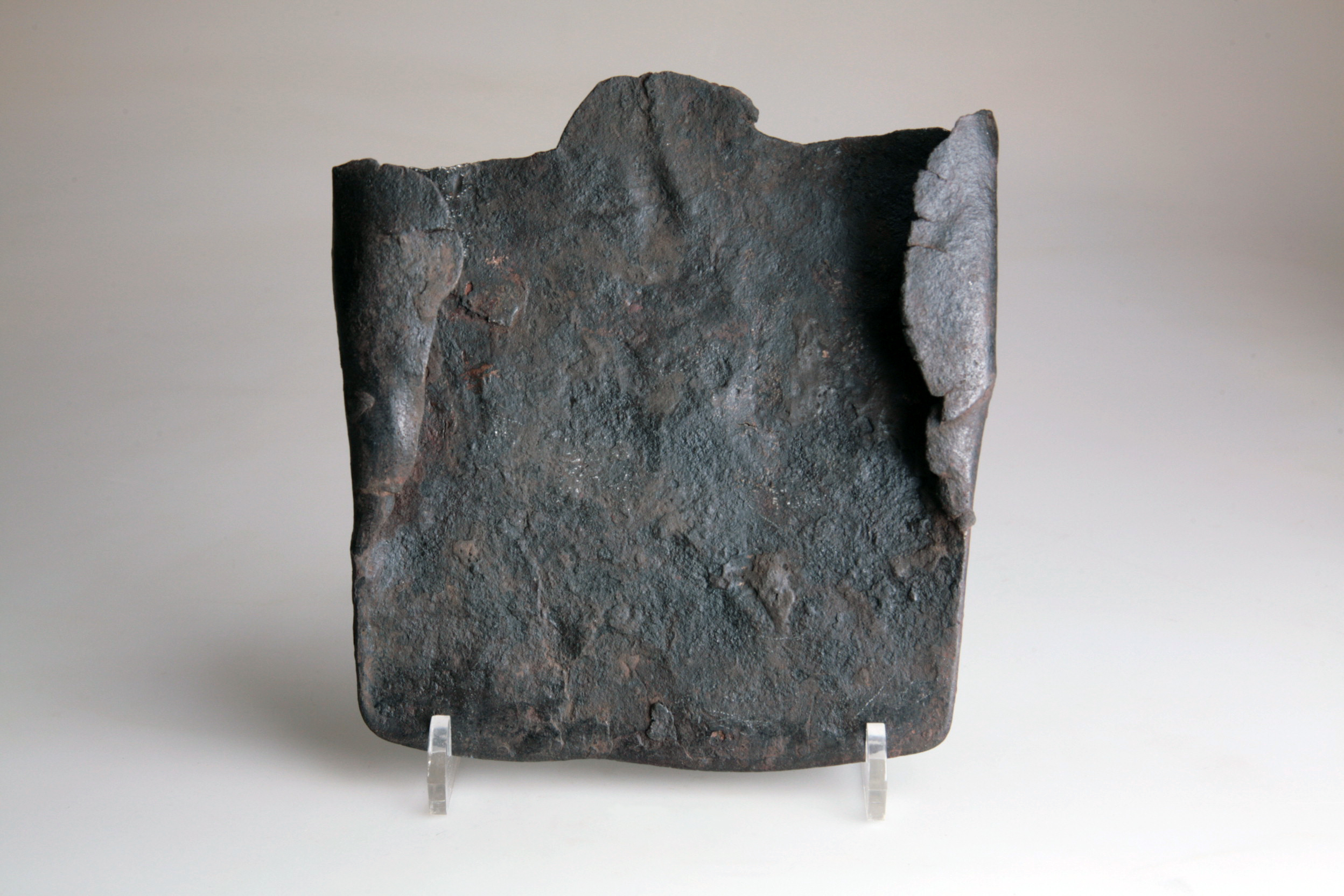
Spade
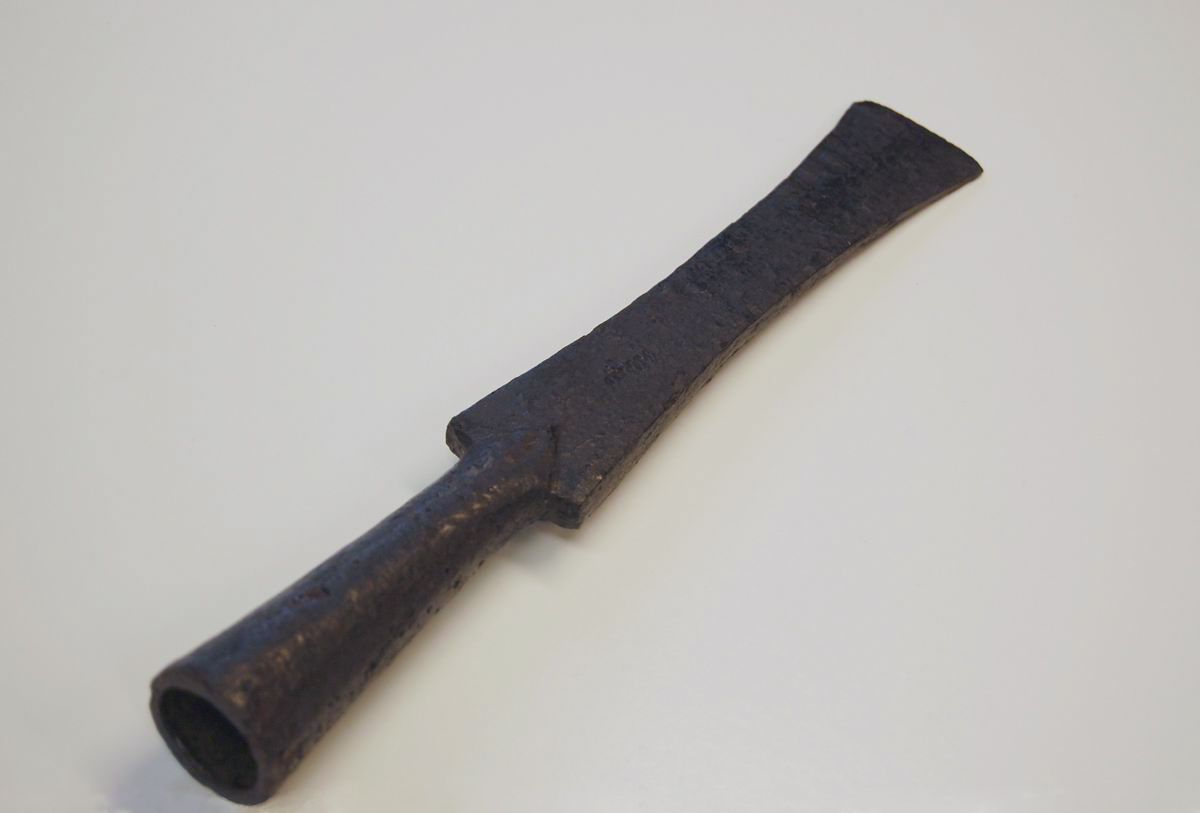
IJzeren steekbeitel
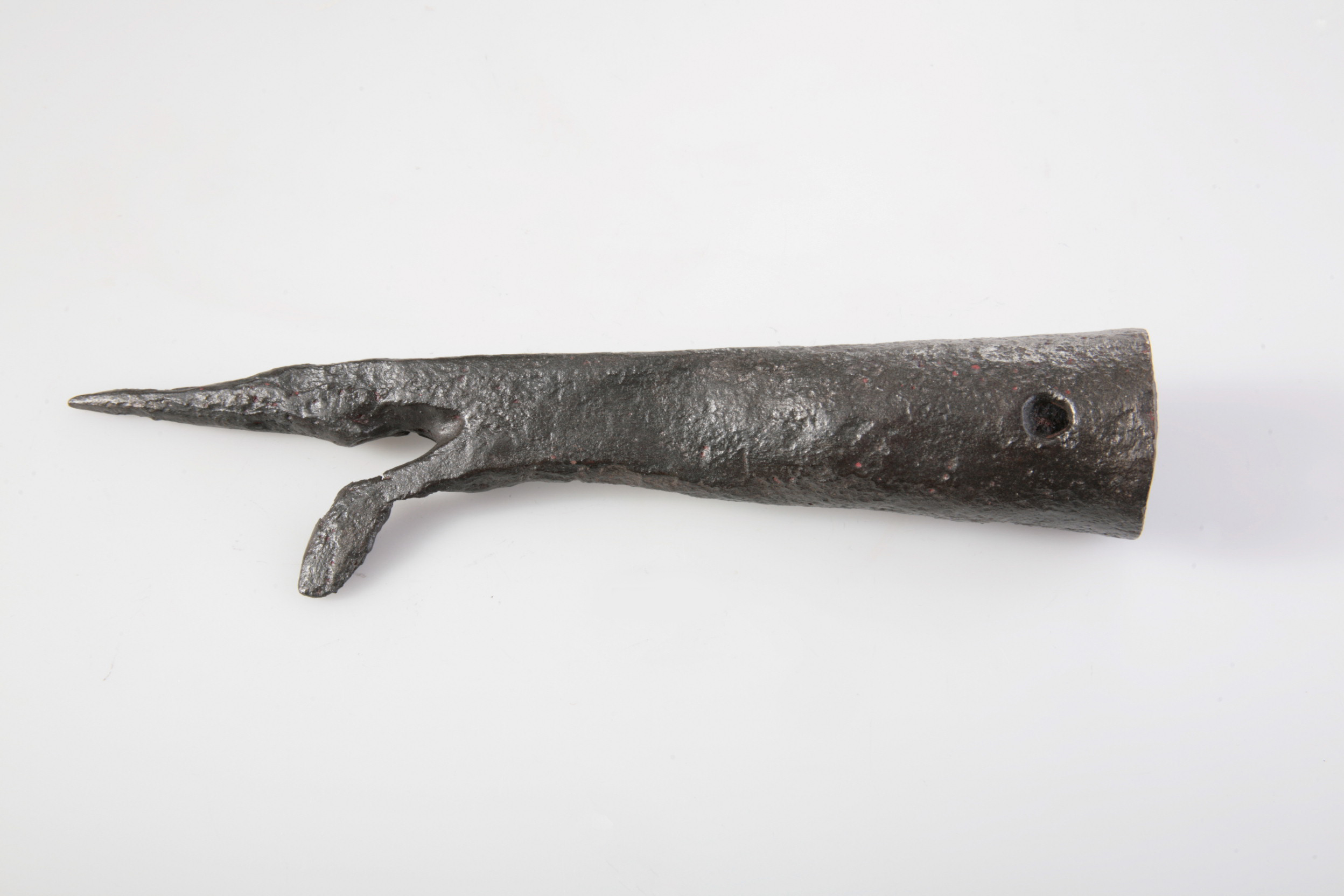
Bootshaak
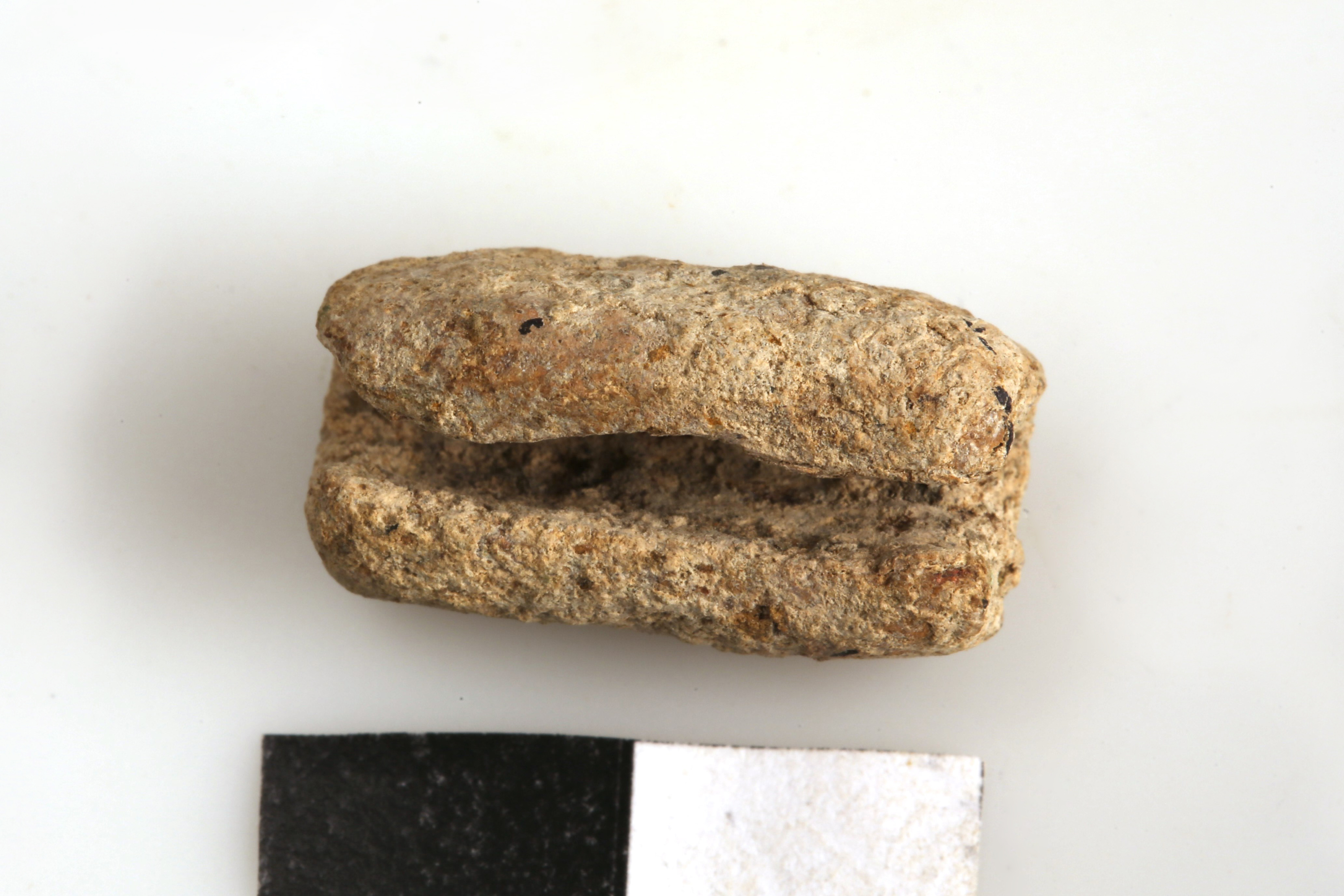
Visloodje
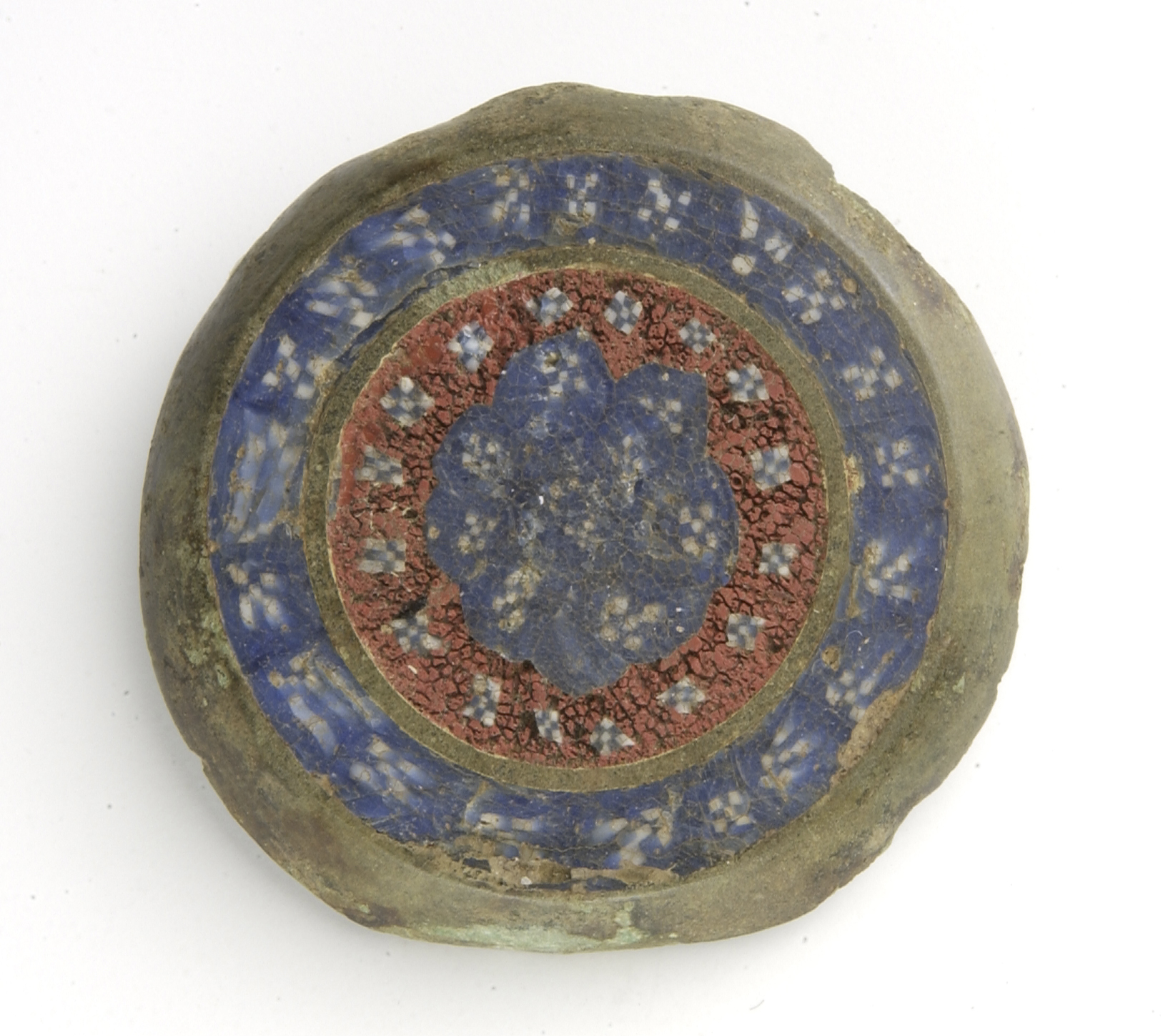
Bronzen schijf met email, versiering paardentuig, opgegraven bij De Schans
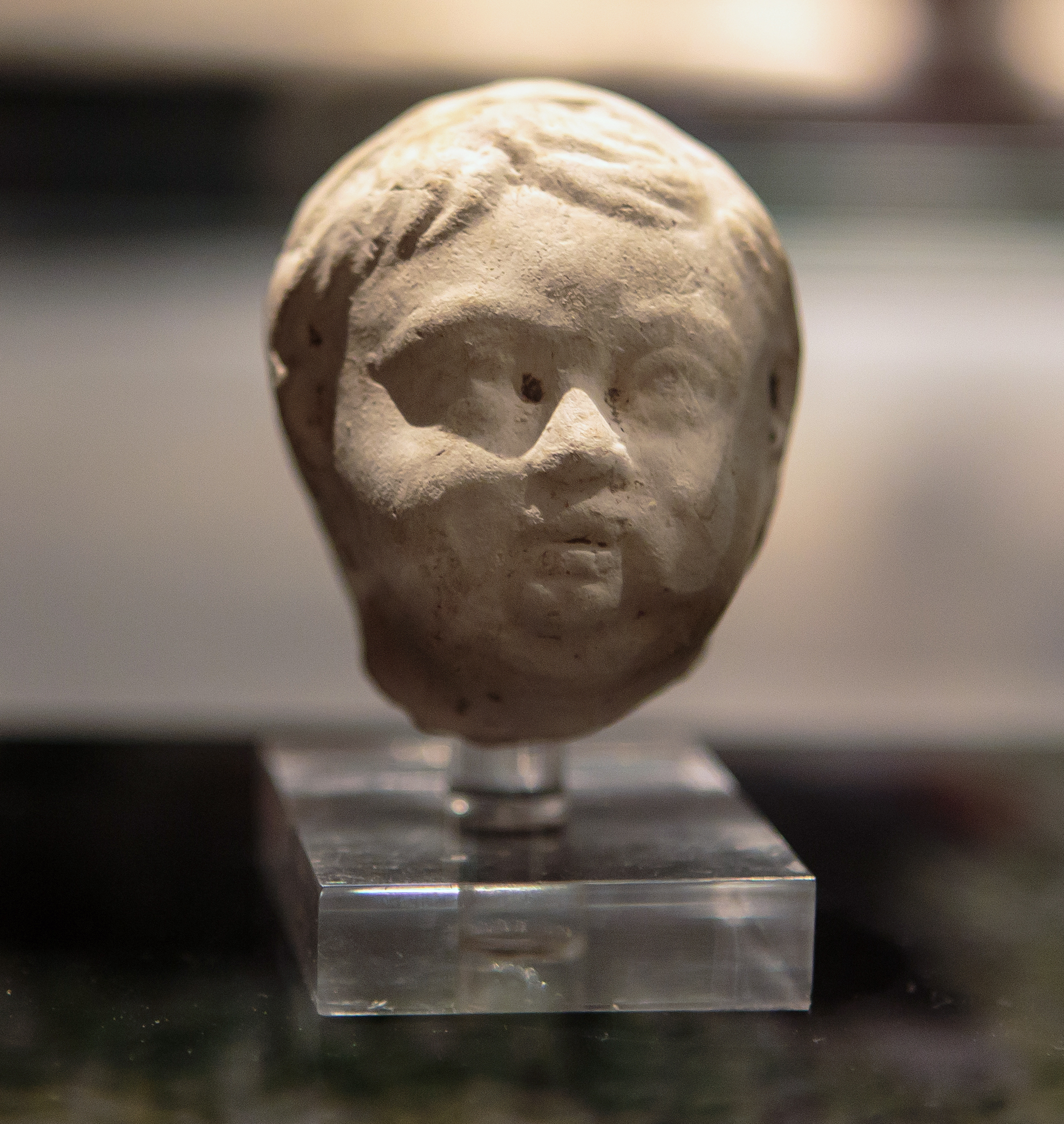
Romeins jongenskopje van pijpaarde, gevonden bij opgraving op industrieterrein De Schans, waar in de Romeinse tijd een burgernederzetting lag